# フランス民法典
フランス民法典（フランスみんぽうてん、フランス語: Code civil des Français）は、フランスの私法の一般法を定めた法典。ナポレオン・ボナパルトが制定に深く関わっている経緯から、ナポレオン法典（Code Napoléon）ともいう。なお、ナポレオン"諸"法典（codes napoléoniens）と言うときはナポレオン治下に制定された諸法典、すなわちナポレオン"五"法典（cinq codes napoléoniens）をさす。
国籍において血統主義を定め、出版において検閲と著作権を規定した。
ローマ法とフランス全土の慣習法、封建法を統一した初の本格的な民法典で、近代私法の三大原則たる、法の前の平等、私的所有権の絶対、契約の自由、過失責任の原則や、「国家の世俗性」「信教の自由」「経済活動の自由」等の近代的な価値観を取り入れており、近代市民社会の法の規範となった。エジプトを始め、イスラム世界でも影響を受けている国がある（イランの法制及びインドネシアの法も参照）。

## 歴史

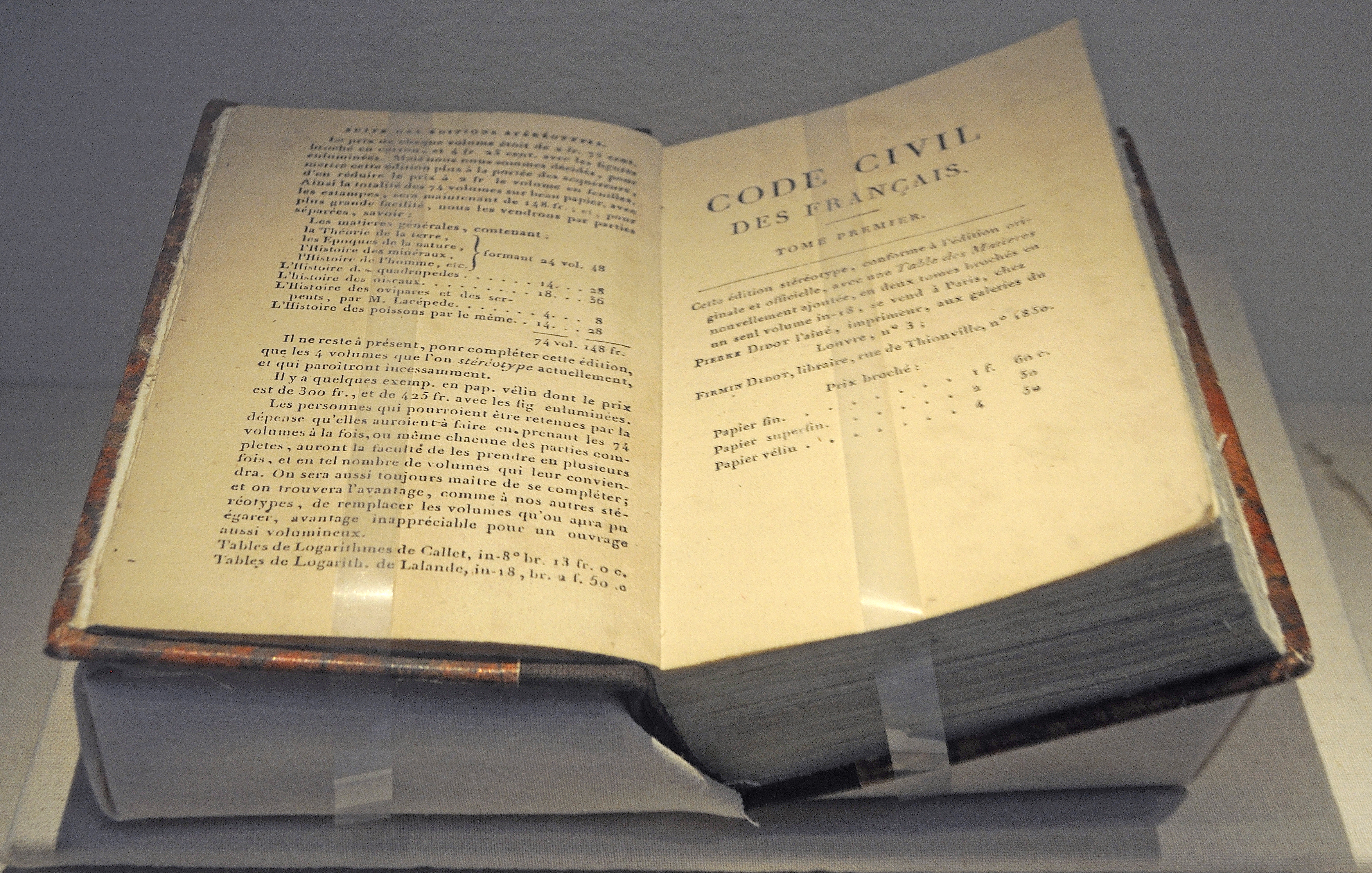
現存するフランス民法典の本（シュパイアー）

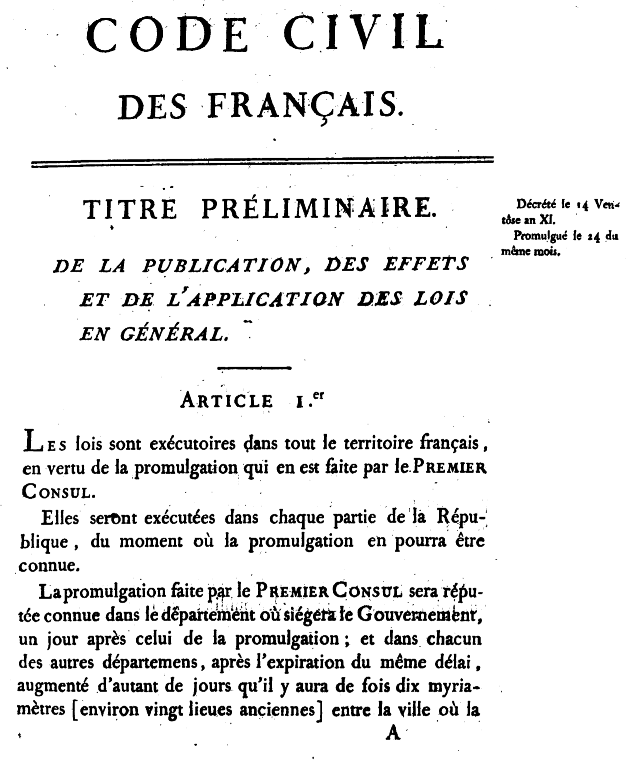
フランス民法典、初版（1804年）の第1ページ

1800年8月12日に4名の起草委員が任命され、護民院・立法院における審議は必ずしも容易ではなかったが、1章ずつ法律として成立し施行された。1804年3月21日に36章をまとめた法典として成立した（第3編第15章は同月27日に可決され追加）。
起草委員は以下の4名にナポレオンが参加して法典を制作した。
- フランソワ・トロンシュ（フランス語版）：委員長。破毀裁判所長官。
- フェリックス・ビゴー＝プレアムヌー（フランス語版）：破毀裁判所検事・書記。
- ジャン・ポルタリス（フランス語版）：捕獲審検委員会政府委員
- ジャック・ド・マルヴィル（フランス語版）：破毀裁判所判事。

さらに、法律学者のジャン＝ジャック・レジ・ド・カンバセレスも起草に関わった。
当初の題名は「フランス人の民法典」（Code civil des Français）であったが、ベルギー、ドイツのライン左岸地方、オランダ王国にも適用されることとなったことから、1807年9月3日の法律で「ナポレオン法典」（Code Napoléon）に改題された。ナポレオンの失脚に伴い、1816年には元の「フランス人の民法典」に改題されるが、ナポレオン3世の下で1852年に再び「ナポレオン法典」に改題され、その後、正式には改題されていない。もっとも、フランスの法令や実務においては、単に民法典（Code civil）と呼ばれ「ナポレオン法典」の呼称は廃用されている。

## 特徴
第一に、影響力の大きいことが挙げられる。
これを模範とし、又は影響を受けたとみられる国は、ベルギー、ルクセンブルク、ラインランド、オランダ、スイスの一部、イタリア（1865年）、スペイン（1889年）、ポルトガル（1867年）、ルーマニア（1865年）、エジプト、アメリカの若干州（ルイジアナなど）、及び日本等が挙げられる。法典論争に見られるように、最もナポレオン民法典の影響を忌避したと見られるドイツも例外ではなく、1896年の民法典には自筆遺言証書の制度を導入している。日本でも、1871年（明治4年）には箕作麟祥が全訳した『仏蘭西法律書 民法』（初版）が文部省から刊行されているが、江木千之によると、修身の教科書として用いた県が10以上もあったという。明治23年に仏法系の旧民法が公布されるまでは、裁判事務心得第3条により条理の一種として補充的にではあるが裁判実務で活用されていた。
第二に、旧慣習にも配慮していたことが挙げられる。
ナポレオン民法典はフランス革命の自由主義・人権思想といった基本原理に依拠したものであるが、革命時の熱狂の極端に走らず、旧制度（アンシャンレジーム）の伝統の精神にも一定程度譲歩して、あらゆる国の立法がそうであるように、妥協的・中庸的性格のものとして成立している（後述）。
第三に、規定方法が個別具体的（カズイスティック）で説明的であることが挙げられる。
思想の系譜としてはプロイセン国法と同様の啓蒙主義的見地に立ち、学術用語や抽象的法理によらず、素朴な日常生活上の問題につき、日常用語を用いて具体的・説明的な法文を用いている。
一方ドイツにおいては、プロイセン法典があまりに説明的に過ぎるためにかえって法解釈の柔軟性を欠き、運用しづらいものとなってしまったために、ドイツ民法典においてはこれと反対の学問的・抽象的規定をもって立法の主義に換えたが、専ら法律の専門家を名宛人とした取り付きにくいものである分、法律を民衆から遠ざけるものとしてゲルマニステンや後世のナチスから激しく批判されるに至っており、文体の親しみやすさはフランス民法典の長所でもあり短所でもある。

## 現代の法典
2012年6月現在での編別は以下のとおり。人、物、行為に分けるローマ法における法学提要式を採用している。
- 序章　法律一般の公示、効果および適用
- 第1編　人
  - 第1章　私権
  - 第1章の2　フランス国籍
  - 第2章　民事身分証書
  - 第3章　住所
  - 第4章　不在者
  - 第5章　婚姻
  - 第6章　離婚
  - 第7章　子
  - 第8章　養子
  - 第9章　親権
  - 第10章　未成年者および親権解放
  - 第11章　成年および法律により保護を受ける成年者
  - 第12章　未成年者および成年被後見人の遺産の管理
  - 第13章　連帯市民協約および内縁
  - 第14章　暴力の被害者の保護の方法
- 第2編　財産、および所有権の種々の変容
  - 第1章　財産の区別
  - 第2章　所有権
  - 第3章　用益権、使用権および居住権
  - 第4章　役権すなわち地役権
- 第3編　所有権取得の種々の方法
  - 一般規定
  - 第1章　相続
  - 第2章　恵与
  - 第3章　契約すなわち合意による債務一般
  - 第4章　合意なく形成される約務
  - 第4章の2　瑕疵ある製造物の責任
  - 第5章　夫婦財産契約および夫婦財産制
  - 第6章　売買
  - 第7章　交換
  - 第8章　賃貸借契約
  - 第8章の2　不動産開発契約
  - 第9章　会社
  - 第9章の2　共有する権利の行使に関する合意
  - 第10章　貸借
  - 第11章　寄託および係争物寄託
  - 第12章　射幸契約
  - 第13章　委任
  - 第14章　信託
  - 第15章　和解
  - 第16章　仲裁付託
  - 第17章　参加型手続の合意
  - 第20章　消滅時効
  - 第21章　占有および取得時効
- 第4編　担保
  - 第1章　人的担保
  - 第2章　物的担保
- 第5編　マヨットに適用される規定
  - 序章　序章に関する規定
  - 第1章　第1編に関する規定
  - 第2章　第2編に関する規定
  - 第3章　第3編に関する規定
  - 第4章　不動産の登録および不動産に対する権利に関する規定

なお、第5編は2002年のオルドナンスにより追加されたもの（当時は第4編）である。また、第4編は2006年のオルドナンスにより第3編より分離して追加されたものであり、この改正作業の中心となったのはパリ第2大学のグリマルディ教授であった。
現在、同大学のピエール・カタラ名誉教授を中心に債務法全面改正作業が、ペリネ＝マルケ教授を中心に物権法改正作業が進められている。

## フランス民法の変容
妥協的性格をも併せ持つものである分、制定時のナポレオン民法典はナポレオン個人の思想とも相まって、封建時代の残滓ともいうべき不平等の規定も有しており、外国人の人権の制限、非嫡出子の差別的取り扱いを規定していたばかりでなく、一応男女平等を原則としながらも、婚姻時には他の近代法典と比べても強大な夫権・父権優位の家父長制を採用していた。これによりかえって女性の社会的地位は18世紀よりも後退し、フランス民法典は財産法においてはフランス革命思想を肯定し、家族法においては否定したと言われている。典型的なフランスびいきの民法学者と評される星野英一ですら、次のように批判する。
- 旧213条　夫は妻を保護する義務を負ひ、妻は夫に従ふ義務を負ふ[13]。

- 旧214条　妻は夫と同居する義務を負ひ、夫が居住するに適せりと為す如何なる地へも夫に従ふべき義務を負ふ。夫は妻を引取り、資力と身分とに応じて生活の需要に必要なる総てを妻の為に供する義務を負ふ[14]。

- 旧217条　妻は、共有財産制の下に在らざるときは、又は別産制の下に在るときと雖も、行為に於ける夫の協力又は書面に依る同意なくして贈与、有償又は無償名義に依る譲渡、抵当権設定、取得行為を為すことを得ず[15]。

- 現229条　夫は妻の姦通を理由として離婚の訴えを提起することを得[16]。

- 旧230条　妻は夫が共同の家に其の情婦を引入れたる場合に、夫の姦通を理由として離婚の訴えを提起することを得[17]。

- 旧374条　子は、満18年以後に、志願兵として入営する為に非ざれば、父の許可なくして父の家を去ることを得ず[18]。

- 旧376条　1.子が16年以下なるときは、父は裁判所の権力に依り其教育場収容を命ぜしむることを得[19]。

- 旧757条　法律は、私生児に対して、其の父又は母の血族の財産に関し何等の権利をも与へず[20]。

日常家事行為についての妻の代理権すら法文上は認めない徹底した妻の無能力制度はローマ法やフランス旧王朝すら採用しなかったものであり、不合理であるとして批判され、判例によって事実上死文化され、その後改正されていくことになる。特に夫に家の外での姦通権を保障するがごとき極端の不平等規定はさすがに早くも1884年に改正されたが、刑法上、家の中に間男を引き入れた妻の殺害の免責規定（仏刑法旧324条）はその後も長く続いた（1975年に削除。また、万人の権利能力平等の原則は否定されており、1848年のデクレ（政令）で禁止されるまで植民地での外国人に対する奴隷制を許容していた第8条は、今なお法文上は現行法である。植木枝盛はこのような差別的法典を日本は模倣すべきでないと批判していた。妻が契約主体となることを禁じた仏民法（旧）1124条、夫に夫婦共有財産の支配・処分権を認めた同1421条などが例に挙がっている。現在のフランスでも、ナポレオンの評価が分かれる一因になっている。
時代の進展とともに、フランス民法典が確立した契約自由の原則も、かえって経済的弱者を圧迫する強者の自由に外ならなくなり、所有権絶対の原則も公共の福祉の観点から様々な制約を受けざるをえないものとなる。
他にも、平等分割主義は農地の細分化を招いて農家を困窮させるなど、数多くの問題点を露呈してやがて世界各国への影響力を減じていったが、19世紀後半より現実の生きた判例を研究し、法典の立法・解釈に生かそうとする新しい方法論（自由法論、科学学派）が隆盛したことによって、その命脈を保つことになった。